# Волиця (Володимирський район)
Воли́ця — село в Україні, у Павлівській сільській громаді Володимирського району Волинської області. Населення становить 423 осіб.

## Історія
У 1906 році село Порицької волості Володимир-Волинського повіту Волинської губернії. Відстань від повітового міста 26 верст, від волості 7. Дворів 60, мешканців 359.
До 2017 року підпорядковувалось Колонській сільській раді Іваничівського району Волинської області.
12 червня 2020 року, відповідно до розпорядження Кабінету Міністрів України № 708-р «Про визначення адміністративних центрів та затвердження територій територіальних громад Волинської області», увійшло до складу Павлівської сільської територіальної громади.
19 липня 2020 року, в результаті адміністративно-територіальної реформи та ліквідації  Іваничівського району, село увійшло до новоутвореного Володимир-Волинського району (від 18 липня 2022 Володимирського).

## Населення
За переписом населення України 2001 року в селі мешкало 419 осіб. 100 % населення вказало своєю рідною мовою українську мову.

## Відомі мешканці
- Дармофал Сергій Миколайович (1991—2014) — герой АТО. (в честь Сергія названа ЗОШ І-ІІІ ст. с. Колона).